# Fernanda da Silva
Fernanda França da Silva (* 25. September 1989 in São Bernardo do Campo) ist eine brasilianische Handballspielerin, die dem Kader der brasilianischen Nationalmannschaft angehört.

## Karriere

### Im Verein
Fernanda da Silva begann das Handballspielen in Brasilien bei Metodista. Im Februar 2010 wurde sie vom spanischen Verein Parc Sagunt unter Vertrag genommen. Für Parc Sagunt lief die Außenspielerin in der höchsten spanischen Spielklasse auf und nahm in der Saison 2010/11 am EHF-Pokal teil.
Im Sommer 2011 schloss sich da Silva dem österreichischen Verein Hypo Niederösterreich an, der kurz zuvor mit dem brasilianischen Handballverband einen Kooperationsvertrag abschloss. Mit Hypo gewann sie bislang in jeder Spielzeit sowohl die österreichische Meisterschaft als auch den ÖHB-Cup. Ebenfalls sammelt sie jede Saison Spielpraxis in der EHF Champions League. In der EHF Champions League 2012/13 schied Hypo Niederösterreich nach der Vorrunde aus, qualifizierte sich jedoch für den laufenden Wettbewerb des Europapokals der Pokalsieger. Hier zog Hypo ins Finale ein und gewann das Endspiel gegen den französischen Verein Issy Paris Hand. In den beiden Finalspielen erzielte die Brasilianerin insgesamt zehn Treffer. Im Sommer 2014 schloss sie sich dem rumänischen Erstligisten CSM Bukarest an. Mit CSM Bukarest gewann sie 2015 die Meisterschaft sowie 2016 die EHF Champions League. Im Sommer 2016 wechselte sie zum deutschen Verein SG BBM Bietigheim. Ab dem November 2016 pausierte da Silva aufgrund ihrer Schwangerschaft, woraufhin sie kein Spiel mehr für Bietigheim bestritt. Mit Bietigheim gewann sie in der Saison 2016/17 die deutsche Meisterschaft. Im Sommer 2018 schloss sich Fernanda da Silva dem spanischen Erstligisten BM Bera Bera an, den sie im Dezember 2018 wieder verließ. Nach einer anderthalbjährigen Pause schloss sich Fernanda da Silva dem französischen Drittligisten Côte Basque Handball an, für den sie bis Saisonende 2020/21 auflief.

### In der Nationalmannschaft
Fernanda da Silva lief anfangs für die brasilianische Juniorinnen-Nationalmannschaft auf und wurde anschließend in den Kader der A-Nationalmannschaft aufgenommen. Mit der brasilianischen Auswahl wurde sie an den Panamerikameisterschaften 2009 Vizemeister und gewann 2011 sowie 2013 die panamerikanische Meisterschaft. 2013 gewann sie zusätzlich mit 55 Treffern die Torschützenkrone des Turniers. Die Brasilianerin belegte mit der Nationalmannschaft bei den Olympischen Spielen 2012 in London den sechsten Rang. Weiterhin nahm da Silva mit Brasilien an den 16. Panamerikanischen Spielen in Guadalajara teil. Dort gewann sie die Goldmedaille und steuerte fünf Tore zum Finalsieg über Argentinien bei. Bei den 17. Panamerikanischen Spielen in Toronto gewann sie erneut die Goldmedaille. Weiterhin nahm sie an den Olympischen Spielen 2016 in Rio de Janeiro teil.
Fernanda da Silva gehörte bei den Weltmeisterschaften 2009, 2011 und 2013 dem brasilianischen Aufgebot an. Bei der WM 2013 in Serbien feierte sie den Gewinn des WM-Titels.